# Premio al miglior film del Festival del Cinema di Sitges
Il Premio al miglior film del Festival del Cinema di Sitges è il massimo riconoscimento assegnato durante la rassegna omonima.

## Storia
Fino al 1982, il festival non prevedeva premi. In seguito, sono state introdotte alcune categorie, seguendo l'esempio di altre manifestazioni cinematografiche.
L'onorificenza è nota, colloquialmente, come Gorilla al miglior film. Il premio raffigura la mascotte dell'evento.

### Vincitori[1]
- 1983: 
  - Kamikaze, regia di Luc Besson
- 1984:
  - In compagnia dei lupi, regia di Neil Jordan
- 1985:
  - Re-Animator, regia di Stuart Gordon
- 1986
  - Velluto blu, regia di David Lynch
- 1987
  - Hol Volt, Hol Nem Volt, regia di Gyula Gazdag
- 1988
  - Navigator - Un'odissea nel tempo, regia di Vincent Ward
- 1989
  - Heart of Midnight, regia di Matthew Chapman
- 1990
  - Henry, pioggia di sangue, regia di John McNaughton
- 1991
  - Europa, regia di Lars Von Trier
- 1992
  - Il cameraman e l'assassino, regia di  Rémy Belvaux, André Bonzel e Benoît Poelvoorde
- 1993
  - Orlando, regia di Sally Potter
- 1994
  - 71 frammenti di una cronologia del caso, regia di Michael Haneke
- 1995
  - Cittadino X, regia di Chris Gerolmo
- 1996
  - I racconti del cuscino, regia di Peter Greenaway
- 1997
  - Gattaca, regia di Andrew Niccol
- 1998
  - Il cubo, regia di Vincenzo Natali
- 1999
  - Ring, regia di Hideo Nakata
- 2000
  - Ed Gein - Il macellaio di Plainfield, regia di Chuck Parello
- 2001
  - Vidocq, regia di Pitof
- 2002
  - Dracula: Pages From a Virgin's Diary, regia di Guy Maddin
- 2003
  - Zatōichi, regia di Takeshi Kitano
- 2004
  - Old Boy, regia di Park Chan-wook
- 2005
  - Hard Candy, regia di David Slade
- 2006
  - Requiem, regia di Hans-Christian Schmid
- 2007
  - The Fall, regia di Tarsem Singh
- 2008
  - Sorveglianza, regia di Jennifer Chambers Lynch
- 2009
  - Moon, regia di Duncan Jones
- 2010
  - Trasporto eccezionale - Un racconto di Natale, regia di Jalmari Helander
- 2011
  - Red State, regia di Kevin Smith
- 2012
  - Holy Motors, regia di Léos Carax
- 2013
  - Borgman, regia di Alex van Warmerdam
- 2014
  - I Origins, regia di Mike Cahill
- 2015
  - The Invitation, regia di Karyn Kusama
- 2016
  - Swiss Army Man, regia di Daniel Kwan e Daniel Scheiner
- 2017
  - Una luna chiamata Europa, regia di Kornél Mundruczó
- 2018
  - Climax, regia di Gaspar Noé
- 2019
  - Il buco, regia di Galder Gaztelu-Urrutia
- 2020
  - Possessor, regia di Brandon Cronenberg
- 2021
  - Lamb, regia di Valdimar Jóhannsson
- 2022
  - Sisu - L'immortale, regia di Jalmari Helander
- 2023
  - When Evil Lurks, regia di Demián Rugna